# Le Pupille
Le pupille (Italiano: [le puˈpille], "The Pupils") é um curta-metragem italiano lançado em 2022 escrito e dirigido por Alice Rohrwacher. Filmado com películas Super 16 e 35 mm, e com estreia no Festival de Cannes antes de ser exibido em vários outros festivais. Produzido por Alfonso Cuarón, foi lançado no serviço de streaming Disney+ em 16 de dezembro de 2022. E foi indicado ao prêmio de Melhor Curta-Metragem em Live Action na 95º cerimônia do Oscar, tornando-se o primeiro curta-metragem em live-action lançado pela Disney+ a ser indicado ao prêmio.

## Sinopse
Este curta-metragem segue um grupo de meninas rebeldes em um internato católico na Itália durante a época do advento (antes do Natal), durante um período de escassez e guerra, baseado em uma carta enviada por Elsa Morante para seu amigo, Goffredo Fofi, no natal de 1971.
A escritora/produtora, Rohrwacher afirmou que o filme é "sobre desejos, puros e egoístas, sobre liberdade e devoção, sobre a anarquia que é capaz de florescer na mente de cada um deles dentro dos limites do internato estrito". Ela acrescentou que "embora as meninas obedientes não possam se mover, suas pupilas podem dançar a dança desenfreada da liberdade".

## Lançamento
O filme teve sua estreia mundial no Festival de Cinema de Cannes antes de percorrer o circuito de festivais e lançado na plataforma de streaming Disney+ em 2022.

## Recepção
Le Pupille foi indicado ao prêmio "IMDbPro Short Cuts Award for Best Film" no Festival Internacional de Cinema de Toronto em 2022. Também foi indicado para melhor curta-metragem no Festival de Cinema da Filadélfia em 2022 e recebeu menções honrosas de Melhor Design de Produção (para Emita Frigato e Eachele Meliadò) e de melhor atriz (Melissa Falasconi).
Noel Murray, do Los Angeles Times, disse que "este filme encantador e surpreendentemente cheio de suspense compartilha com o outro trabalho de Rohrwacher um senso de humor travesso e uma profunda compreensão de como às vezes, em nome da justiça, as pessoas podem ser terrivelmente perversas".

John Serbe, do Decider, afirmou que "Le Pupille é uma coisinha travessa com um cenário inteligente e uma estética visual. Filmado em um película granulada de 16 mm, parece adequadamente autêntico - e as emoções e risadas que você experimentará também."

## Ligações Externas
- Le Pupille. no IMDb.